# Кощабона
Кощабона (на словенски: Koštabona) е село в Словения, Обално-крашки регион, община Копер. Според Националната статистическа служба на Република Словения през 2002 г. селото има 205 жители.

## Известни личности

### Родени
- Елда Вилер – поп и джаз певица (р. 17 декември 1944 г.)